# Liste der Mitglieder des Provinziallandtags der Provinz Posen (7. Sitzungsperiode)
Diese Liste gibt einen Überblick über die Mitglieder des Provinziallandtags der preußischen Provinz Posen in der siebten Sitzungsperiode 1845.
Landtagsmarschall war Graf Alexander Grabowski.
| Kurie                                 | Wahlbezirk                                         | Abgeordneter                              | Beruf, Ort                                                             | Anmerkung                                                                                     |
| ------------------------------------- | -------------------------------------------------- | ----------------------------------------- | ---------------------------------------------------------------------- | --------------------------------------------------------------------------------------------- |
| Stand der Prälaten, Grafen und Herren |                                                    | Fürst Maximilian Karl von Thurn und Taxis |                                                                        | vertreten durch den Generallandschaftsdirektor und Landtagsmarschall Graf Alexander Grabowski |
| Stand der Prälaten, Grafen und Herren |                                                    | Fürst August Anton Sułkowski              |                                                                        | vertreten durch den Rittergutsbesitzer Severin von Storzewski auf Gollmütz                    |
| Stand der Prälaten, Grafen und Herren |                                                    | Fürst Wilhelm von Radziwill               |                                                                        |                                                                                               |
| Stand der Prälaten, Grafen und Herren |                                                    | Graf Athanasius von Raczynski             |                                                                        |                                                                                               |
| Ritterschaft                          | Kreis Adelnau                                      | Adalbert von Lipski                       | Rittergutsbesitzer, auf Lewkow                                         |                                                                                               |
| Ritterschaft                          | Kreis Birnbaum                                     | Baron George von Massenbach               | Rittergutsbesitzer, auf Bialokosz,                                     |                                                                                               |
| Ritterschaft                          | Kreis Meseritz und Kreis Bomst                     | Freiherr Rudolf Hiller von Gärtringen     | auf Betsche                                                            |                                                                                               |
| Ritterschaft                          | Kreis Buk und Kreis Obornik                        | Andreas von Riegolewski                   | Rittergutsbesitzer, auf Riegolew                                       |                                                                                               |
| Ritterschaft                          | Kreis Fraustadt                                    | Alexander von Brodowski                   | Generallandschaftsrat, Rittergutsbesitzer auf Mittel-Geyersdorf        |                                                                                               |
| Ritterschaft                          | Kreis Kosten                                       | Julian von Jaraczewski                    | auf Stuchowo                                                           |                                                                                               |
| Ritterschaft                          | Kreis Kröben                                       | Gustav von Potworowski                    | Rittergutsbesitzer auf Gola                                            |                                                                                               |
| Ritterschaft                          | Kreis Krotoschin                                   | Nereus von Sokolnicki                     | Rittergutsbesitzer auf Wrotkow                                         |                                                                                               |
| Ritterschaft                          | Kreis Pleschen                                     | Joseph von Kurcewski                      | Rittergutsbesitzer auf Kowalewo                                        |                                                                                               |
| Ritterschaft                          | Kreis Posen                                        | Graf Tytus Działyński                     | Rittergutsbesitzer auf Kornik                                          |                                                                                               |
| Ritterschaft                          | Kreis Samter                                       | Cyprian von Jaruchowski                   | Provinziallandschaftsdirektor auf Kl. Sokolnik                         |                                                                                               |
| Ritterschaft                          | Kreis Schildberg                                   | Felix von Węzyk                           | Rittergutsbesitzer und Kreisdeputierte auf Baranowo                    |                                                                                               |
| Ritterschaft                          | Kreis Schrimm                                      | Herr von Sezaniecki                       | Rittergutsbesitzer auf Laszcyn                                         |                                                                                               |
| Ritterschaft                          | Kreis Schroda                                      | August von Brzejanski                     | Landschaftsrat und Rittergutsbesitzer auf Solnu                        |                                                                                               |
| Ritterschaft                          | Kreis Wreschen                                     | Hieronymus von Gorzenski                  | Rittergutsbesitzer auf Smiekowo                                        |                                                                                               |
| Ritterschaft                          | Kreis Bromberg und Kreis Mogilno                   | Thaddäus von Wolanski                     | Rittergutsbesitzer und Landrat a. D. auf Palosc                        |                                                                                               |
| Ritterschaft                          | Kreis Czarnikau und Kreis Chodziesen               | Graf Heliodor von Skorzewski              | Rittergutsbesitzer auf Prochnowo                                       |                                                                                               |
| Ritterschaft                          | Kreis Gnesen                                       | Albin von Wesierski                       | Rittergutsbesitzer auf Zakrzewo                                        |                                                                                               |
| Ritterschaft                          | Kreis Inowraclaw                                   | Dr. Anton von Kraszewski                  | Rittergutsbesitzer auf Tarkowo                                         |                                                                                               |
| Ritterschaft                          | Kreis Schubin                                      | Graf Arnold Storzewski                    | Rittergutsbesitzer auf Lubostron                                       |                                                                                               |
| Ritterschaft                          | Kreis Wirsitz                                      | Tertulian von Koczorowski                 | Rittergutsbesitzer auf Gosciefzyn                                      |                                                                                               |
| Ritterschaft                          | Kreis Wongrowiec                                   | Pantaleon Schumann                        | Rittergutsbesitzer und Regierungsrat a. D. auf Ezeszewo                |                                                                                               |
| Städte                                | Stadt Posen                                        | Friedrich Wilhelm Grätz                   | Kaufmann und Stadtverordneter in Posen                                 |                                                                                               |
| Städte                                | Stadt Posen                                        | Eugen Naumann                             | Oberbürgermeister in Posen                                             |                                                                                               |
| Städte                                | Stadt Bromberg                                     | Friedrich Ernst Appelbaum                 | Kaufmann und Stadtverordnetenvorsteher                                 |                                                                                               |
| Städte                                | Stadt Fraustadt                                    | Johann August Seyfried Cleemann           | Kaufmann                                                               |                                                                                               |
| Städte                                | Stadt Lissa                                        | Johann Willmann                           | Land- und Stadtgerichtsdirektor und Stadtverordnetenvorsteher in Lissa |                                                                                               |
| Städte                                | Stadt Gnesen                                       | Johann Kugler                             | Apotheker in Gnesen                                                    |                                                                                               |
| Städte                                | Stadt Meseritz                                     | Moritz Adolph Heinrich Brown              | Bürgermeister in Meseritz                                              |                                                                                               |
| Städte                                | Stadt Rawicz                                       | Friedrich Reder                           | Bürgermeister                                                          |                                                                                               |
| Städte                                | der Kreise Obornik, Samter, Buk, und Posen         | Johann Friedrich Weigel                   | Apotheker in Samter                                                    |                                                                                               |
| Städte                                | der Kreise Pleschen, Schroda, Schrimm und Wreschen | Carl Schütz                               | Kaufmann zu Schroda                                                    |                                                                                               |
| Städte                                | der Kreise Krotoschin, Adelnau, und Schildberg     | Joseph Paternowski                        | Bürgermeister in Dobrzyna                                              |                                                                                               |
| Städte                                | der Kreise Fraustadt, Kosten und Kröben            | Carl Ludwig Rückert                       | Kaufmann und Kreisdeputierter in Bojanowo                              |                                                                                               |
| Städte                                | der Kreise Birnbaum, Bomst, und Meseritz           | Ernst Zietzold                            | Bürgermeister in Tirschtiegel                                          |                                                                                               |
| Städte                                | der Kreise Bromberg, Schubin, und Wirsitz          | Wilhelm Bauer                             | Kaufmann zu Nakel                                                      |                                                                                               |
| Städte                                | der Kreise Czarnikau, Chodziesen und Wongrowiec    | Teske                                     | Kaufmann in Samocyn                                                    |                                                                                               |
| Städte                                | der Kreise Gnesen, Inowractaw und Mogilno          | Ernst Urban                               | Stadtkämmerer in Inowractaw                                            |                                                                                               |
| Landgemeinden                         | der Kreise Adelnau, Krotoschin, und Schildberg     | Michael Sadomski                          | Grundbesitzer in Lisiny                                                |                                                                                               |
| Landgemeinden                         | der Kreise Birnbaum, Bomst, und Meseritz           | Xaver Bloch                               | Freigutsbesitzer in Lupitza                                            |                                                                                               |
| Landgemeinden                         | der Kreise Fraustadt, Kosten, und Kröben           | Anton Grunwald                            | Freigutsbesitzer in Hinzendorf                                         |                                                                                               |
| Landgemeinden                         | der Kreise Buk, Obornik, Posen und Samter          | Carl Jordan                               | Freigutsbesitzer in Chomcice                                           |                                                                                               |
| Landgemeinden                         | der Kreise Schrimm, Schroda, Wreschen und Pleschen | Casimir Dobrowolski                       | Erbpächter in Wittorowo                                                |                                                                                               |
| Landgemeinden                         | der Kreise Bromberg, Schubin, und Wirsitz          | Johann Quandt                             | Mühlenbesitzer zu Wydar-Mühle                                          |                                                                                               |
| Landgemeinden                         | der Kreise Czarnikau, Chodziesen und Wongrowiec    | Johann Ludwig König                       | Freischulzengutsbesitzer in Rosko                                      |                                                                                               |
| Landgemeinden                         | der Kreise Gnesen, Inowrazlaw und Mogilno          | Daniel Busse                              | Freischulzengutsbesitzer in Laski                                      |                                                                                               |